# Candy Clark
Candace June (Candy) Clark (Norman, 20 juni 1947) is een Amerikaanse actrice. Ze werd in 1974 voor een Academy Award genomineerd voor haar bijrol als Debbie Dunham in American Graffiti. In 1984 won ze een Saturn Award voor haar bijrol als Kate in de thriller Blue Thunder.
Clark debuteerde in 1972 op het witte doek als Faye in het sportdrama Fat City. Dat bleek haar eerste van meer dan dertig filmrollen, meer dan veertig inclusief die in televisiefilms. Daarnaast speelde Clark eenmalige gastrollen in meer dan tien televisieseries. Een uitzondering hierop vormt Magnum, P.I., waarin ze in twee afleveringen te zien was als Leslie (Scooter) Emory. Eenmalig verscheen ze in onder meer Hunter, Matlock, St. Elsewhere, Father Dowling Mysteries en Baywatch Nights.
Clark scheidde in 1988 na één jaar huwelijk van producent Jeff Wald, haar tweede echtgenoot. Eerder was ze van april 1978 tot december 1979 getrouwd met acteur Marjoe Gortner.

## Filmografie
*Exclusief tien televisiefilms
| - Cold Moon (2016) - Bob's New Suit (2011) - The Informant! (2009) - Dog Tags (2008) - The Boneyard Collection (2008) - Zodiac (2007) - The Month of August (2002) - Cherry Falls (2000) - Niagara, Niagara (1997) - Radioland Murders (1994) - Buffy the Vampire Slayer (1992) - Original Intent (1992) - Deuce Coupe (1992) - Cool as Ice (1991) - The Blob (1988) - Blind Curve (1988) | - At Close Range (1986) - Cat's Eye (1985) - Amityville 3-D (1983) - Hambone and Hillie (1983) - Blue Thunder (1983) - Q (1982) - National Lampoon's Movie Madness (1982) - Nobody's Perfekt (1981) - More American Graffiti (1979) - When You Comin' Back, Red Ryder? (1979) - The Big Sleep (1978) - Handle with Care (1977) - The Man Who Fell to Earth (1976) - I Will, I Will... for Now (1976) - American Graffiti (1973) - Fat City (1972) |

- Biblioteca Nacional de España: XX1439594
- Bibliothèque nationale de France: cb141649148 (data)
- Gemeinsame Normdatei: 172768365
- International Standard Name Identifier: 0000 0000 5933 8509
- Library of Congress Control Number: no96053584
- Nationale Bibliotheek van Tsjechië: xx0153216
- Nederlandse Thesaurus van Auteursnamen: 073129011
- SNAC: w6tc5469
- Système universitaire de documentation: 188223339
- Virtual International Authority File: 5141276
- WorldCat: E39PBJhhw49w7Cdh3y9DwD8grq